# Classic Brugge–De Panne
Classic Brugge–De Panne je jednodenní cyklistický závod konaný v Belgii na konci března. Od roku 2018 se závod jezdí 2 dny, mužský závod ve středu a ženský závod ve čtvrtek. Oba závody začínají v Bruggách a končí v přímořském letovisku De Panne.
Ženský závod je součástí UCI Women's World Tour. Mužský závod byl součástí UCI Europe Tour na úrovni 1.HC, ale od roku 2019 je součástí UCI World Tour. Ročník 2020 musel být odložen kvůli pandemii covidu-19.

## Historie

### Driedaagse van De Panne–Koksijde
Driedaagse van De Panne–Koksijde bylo založeno v roce 1977 jako třídenní cyklistický závod před závodem Kolem Flander. Konal se na konci března nebo začátku dubna. První etapa byla obvykle kopcovitá se startem v De Panne a s cílem ve Vlámských Ardenách. Druhý den se konala obvykle na vlámském pobřeží s cílem v Koksijde. Třetí den se skládal ze dvou etap. Obě začínaly i končily v De Panne a druhá z nich byla individuální časovka. Závod začal v úterý a končil ve čtvrtek a obvykle to byl poslední vlámský závod před monumentem Kolem Flander a byl považován za vhodnou přípravu na neděli. Na konci 80. let a začátku 90. let dominoval závodu Eric Vanderaerden, skvělý sprinter a časovkář. Celkem posbíral 5 vítězství.

### Driedaagse Brugge–De Panne
Od roku 2018 se závod jezdí v novém formátu po výměně termínu s Dwars door Vlaanderen. Nyní se závod koná o týden dříve a z mužské varianty se stal jednodenní závod konaný ve středu. Etapa ve Vlámských Ardenách a časovka byly odstraněny ve prospěch trasy kompletně v západních Flandrech. Ikonický Kemmelberg a několik dalších dlážděných sektorů mají nyní významnější pozici v závodu.
Aby se dále pokračovalo ve vícedenním formátu, tak byl představena ženská varianta závodu, která se koná den po mužské variantě. Oba závody začínají a končí v De Panne se dvěma okruhy vně a okolo De Panne na závěr.

## Seznam vítězů

### Mužský závod
| Rok  | Země               | Jezdec                   | Tým                        |
| ---- | ------------------ | ------------------------ | -------------------------- |
| 1977 | Belgie             | Roger Rosiers            | Frisol–Thirion–Gazelle     |
| 1978 | Belgie             | Guido Van Sweevelt       | IJsboerke–Gios             |
| 1979 | Belgie             | Gustave Van Roosbroeck   | IJsboerke–Warncke          |
| 1980 | Irsko              | Sean Kelly               | Splendor–Admiral           |
| 1981 | Belgie             | Jan Bogaert              | Vermeer Thijs              |
| 1982 | Nizozemsko         | Gerrie Knetemann         | TI–Raleigh                 |
| 1983 | Nizozemsko         | Cees Priem               | TI–Raleigh                 |
| 1984 | Nizozemsko         | Bert Oosterbosch         | Panasonic                  |
| 1985 | Belgie             | Jean-Luc Vandenbroucke   | La Redoute                 |
| 1986 | Belgie             | Eric Vanderaerden        | Panasonic                  |
| 1987 | Belgie             | Eric Vanderaerden        | Panasonic–Isostar          |
| 1988 | Belgie             | Eric Vanderaerden        | Panasonic–Isostar          |
| 1989 | Belgie             | Eric Vanderaerden        | Panasonic–Isostar          |
| 1990 | Nizozemsko         | Erwin Nijboer            | Stuttgart                  |
| 1991 | Nizozemsko         | Jelle Nijdam             | Buckler–Colnago–Decca      |
| 1992 | Nizozemsko         | Frans Maassen            | Buckler–Colnago–Decca      |
| 1993 | Belgie             | Eric Vanderaerden        | WordPerfect–Colnago–Decca  |
| 1994 | Itálie             | Fabio Roscioli           | Brescialat–Ceramiche Refin |
| 1995 | Itálie             | Michele Bartoli          | Mercatone Uno–Saeco        |
| 1996 | Rusko              | Vjačeslav Jekimov        | Rabobank                   |
| 1997 | Belgie             | Johan Museeuw            | Mapei–GB                   |
| 1998 | Itálie             | Michele Bartoli          | Asics-C.G.A                |
| 1999 | Belgie             | Peter Van Petegem        | TVM–Farm Frites            |
| 2000 | Rusko              | Vjačeslav Jekimov        | U.S. Postal Service        |
| 2001 | Belgie             | Nico Mattan              | Cofidis                    |
| 2002 | Belgie             | Peter Van Petegem        | Lotto–Adecco               |
| 2003 | Lotyšsko           | Raivis Belohvoščiks      | Marlux–Wincor Nixdorf      |
| 2004 | Spojené státy      | George Hincapie          | U.S. Postal Service        |
| 2005 | Belgie             | Stijn Devolder           | Discovery Channel          |
| 2006 | Belgie             | Leif Hoste               | Discovery Channel          |
| 2007 | Itálie             | Alessandro Ballan        | Lampre–Fondital            |
| 2008 | Nizozemsko         | Joost Posthuma           | Rabobank                   |
| 2009 | Belgie             | Frederik Willems         | Liquigas                   |
| 2010 | Spojené království | David Millar             | Garmin–Transitions         |
| 2011 | Belgie             | Sébastien Rosseler       | Team RadioShack            |
| 2012 | Francie            | Sylvain Chavanel         | Omega Pharma–Quick-Step    |
| 2013 | Francie            | Sylvain Chavanel         | Omega Pharma–Quick-Step    |
| 2014 | Belgie             | Guillaume Van Keirsbulck | Omega Pharma–Quick-Step    |
| 2015 | Norsko             | Alexander Kristoff       | Team Katusha               |
| 2016 | Nizozemsko         | Lieuwe Westra            | Astana                     |
| 2017 | Belgie             | Philippe Gilbert         | Quick-Step Floors          |
| 2018 | Itálie             | Elia Viviani             | Quick-Step Floors          |
| 2019 | Nizozemsko         | Dylan Groenewegen        | Team Jumbo–Visma           |
| 2020 | Belgie             | Yves Lampaert            | Deceuninck–Quick-Step      |
| 2021 | Irsko              | Sam Bennett              | Deceuninck–Quick-Step      |
| 2022 | Belgie             | Tim Merlier              | Alpecin–Fenix              |
| 2023 | Belgie             | Jasper Philipsen         | Alpecin–Deceuninck         |
| 2024 | Belgie             | Jasper Philipsen         | Alpecin–Fenix              |
| 2025 | Kolumbie           | Juan Sebastián Molano    | UAE Team Emirates XRG      |

#### Vícenásobní vítězové
| Vítězství | Jezdec                  | Ročníky                      |
| --------- | ----------------------- | ---------------------------- |
| 5         | Eric Vanderaerden (BEL) | 1986, 1987, 1988, 1989, 1993 |
| 2         | Jasper Philipsen (BEL)  | 2023, 2024                   |
| 2         | Michele Bartoli (ITA)   | 1995, 1998                   |
| 2         | Vjačeslav Jekimov (RUS) | 1996, 2000                   |
| 2         | Peter Van Petegem (BEL) | 1999, 2002                   |
| 2         | Sylvain Chavanel (FRA)  | 2012, 2013                   |

#### Vítězství dle zemí
| Vítězství | Země                                                               |
| --------- | ------------------------------------------------------------------ |
| 24        | Belgie                                                             |
| 9         | Nizozemsko                                                         |
| 5         | Itálie                                                             |
| 2         | Francie Irsko Rusko                                                |
| 1         | Lotyšsko Norsko Spojené království Spojené státy americké Kolumbie |

### Ženský závod
| Rok  | Země       | Jezdec            | Tým                   |
| ---- | ---------- | ----------------- | --------------------- |
| 2018 | Belgie     | Jolien D'Hooreová | Mitchelton–Scott      |
| 2019 | Nizozemsko | Kirsten Wildová   | WNT–Rotor Pro Cycling |
| 2020 | Nizozemsko | Lorena Wiebesová  | Team Sunweb           |
| 2021 | Austrálie  | Grace Brownová    | Team BikeExchange     |

#### Vítězství dle zemí
| Vítězství | Země             |
| --------- | ---------------- |
| 2         | Nizozemsko       |
| 1         | Austrálie Belgie |